# Maria Nyerere
Pour les articles homonymes, voir Nyerere.
Maria Nyerere, née Maria Waningu Gabriel Magige, en 1930, est une personnalité tanzanienne, qui a épousé Julius Nyerere en 1953, et est devenue la «toute première» Première Dame de Tanzanie de 1964 à 1985. Elle reste, depuis, y compris après la mort de son mari, une personnalité politique importante en Afrique de l'Est.

## Biographie
Née en novembre ou décembre 1930, elle est la septième des neuf enfants de Gabriel Magige, et de son épouse Hannah Nyashiboha, installés dans le village de Baraki,,. Son père est l'un des piliers de la communauté catholique et de l’ethnie Simbiti.  La région de Mara, tout au nord de la Tanzanie, et à proximité du lac Victoria compte plusieurs ethnies bantous tels que les Kwaya, Jita, Kiroba, Kabwa, Zanaki, Ikizu, Shashi, Nata, Ikoma, Issenye, Simbiti, Sweta, Surwa, Hasha et Sukuma. 
Maria Waningu fait ses études à l'école des Sœurs Blanches à Nyegina, suivie par l'école Ukerewe, puis comme pensionnaire au Sumve Teacher Training College. Elle y obtient un certificat d'enseignement et commence à enseigner en 1947 à l'école primaire Nyegina à Musoma. Bien qu’ils soient d’une ethnie différente, et qu’il est encore d’usage à l’époque, dans le monde rural tanzanien, de se marier au sein de son ethnie, elle se prend d’affection pour un autre étudiant, de huit ans son aîné, Julius Nyerere. Elle se fiance avec lui fin 1948, avant qu’il ne parte durant 3 ans à l'université d'Edimbourg. Pendant son séjour en Europe, elle-même décide de prolonger ses études en science en Ouganda.  Le mariage se déroule après son retour, dans l'église de la mission de Nyegina près de la ville de Musoma le 21 janvier 1953.
Peu de temps après, Julius et Maria s’installent à Dar es-Salaam. Il enseigne dans un établissement catholique, puis quelques mois plus tard rejoint la Tanganyika African Association (TAA), dont il devient président quelques mois plus tard, et qu’il transforme en un parti politique favorable à l’indépendance, le Tanganyika African National Union (TANU). Il démissionne de son poste d'instituteur pour porter le message de cette volonté d'émancipation politique à travers le pays.
Cette longue période de campagne pour l'indépendance est difficile financièrement pour Maria et Julius Nyerere. Julius a refusé de recevoir un salaire de la TANU. Il se dit que le parti a besoin de tous ses fonds pour l'action politique. Maria ouvre une petite boutique pour vendre du savon, du sucre, du sel, de l'huile, etc. dans leur modeste maison, à Dar es Salaam. L’argent ainsi gagné permet de subvenir aux besoins de la famille. Elle est également sollicitée en cuisine pour les visiteurs africains qui leur rendent visite, et qu’il est de coutume d’accueillir par un repas. L’indépendance est accordée par le Royaume-Uni le 9 décembre 1961, soit huit ans plus tard mais cette transition politique majeure se fait sans aucune violence. Julius Nyerere devient brièvement premier ministre du nouvel État, le Tanganyika, puis président de la République du Tanganyikaà la suite des élections de décembre 1962.  Le Tanganyika fusionne avec Zanzibar en 1964 puis devient la Tanzanie, la même année. Maria Nyerere est la première Première Dame de cette jeune République.
Le 5 novembre 1985, son mari se retire de la présidence et du pouvoir, mais reste présent dans la vie politique pendant une dizaine d’années encore. Puis en 1995, dans l'un de ses célèbres discours à l'assemblée générale du Chama Cha Mapinduzi (le CCM, un parti créé en 1977 pour succéder au TANU), Julius Nyerere indique qu'il se retire de la politique pour de bon. Le couple s’installe dans le village natal de Julius Nyerere, à Butiama, auquel on ne peut accéder qu’en quittant la route goudronnée pour 20 kilomètres de piste en terre. Les Nyerere revendiquent leur attachement à ce monde rural, et un journaliste, Jean Hélène, qui leur rend visite en 1996, trouve ainsi Maria Nyerere assise devant l'entrée de sa villa, en train de piler le manioc. Pour autant, le couple continue à maintenir des contacts et à faire preuve de solidarité avec d'autres dirigeants africains, notamment en Afrique de l'Est et en Afrique australe.
Après la mort de son mari, elle devient l'une des dix membres du conseil des anciens de l'Alliance pour l'autonomisation économique des jeunes tanzaniens (Atyee), qui comprend également l'ancien président de l'Union Ali Hassan Mwinyi et l'ancien président de Zanzibar, Amani Abeid Karume. Elle est communément appelée «Mama Maria» dans les médias tanzaniens,. Elle continue à incarner ponctuellement un combat politique pour l'unité de la Tanzanie, et une vision d'une Afrique souveraine et solidaire. Elle est ainsi présente parmi les personnalités africaines à l’enterrement de Nelson Mandela.